# Gradina, Razgrad
Gradina (în bulgară Градина) este un sat în comuna Loznița, regiunea Razgrad,  Bulgaria. 

## Demografie
Componența etnică a satului Gradina
     Turci (94,5%)
     Nicio identificare (5,49%)
     Altele (0%)
La recensământul din 2011, populația satului Gradina era de 346 locuitori. Din punct de vedere etnic, majoritatea locuitorilor (94,5%) erau turci. Pentru 5,49% din locuitori nu este cunoscută apartenența etnică.